# Чамбаве
Чамбаве је насеље у Италији у округу Долина Аосте, региону Долина Аосте.
Према процени из 2011. у насељу је живело 389 становника. Насеље се налази на надморској висини од 490 м.

## Становништво
Према резултатима пописа становништва 2011. у општини је живело 939 становника.
| 1951. | 1961. | 1971. | 1981. | 1991. | 2001. | 2011. |
| ----- | ----- | ----- | ----- | ----- | ----- | ----- |
| 877   | 931   | 900   | 832   | 835   | 945   | 939   |

## Партнерски градови
- Saint-Laurent-de-Mure